# CityGen

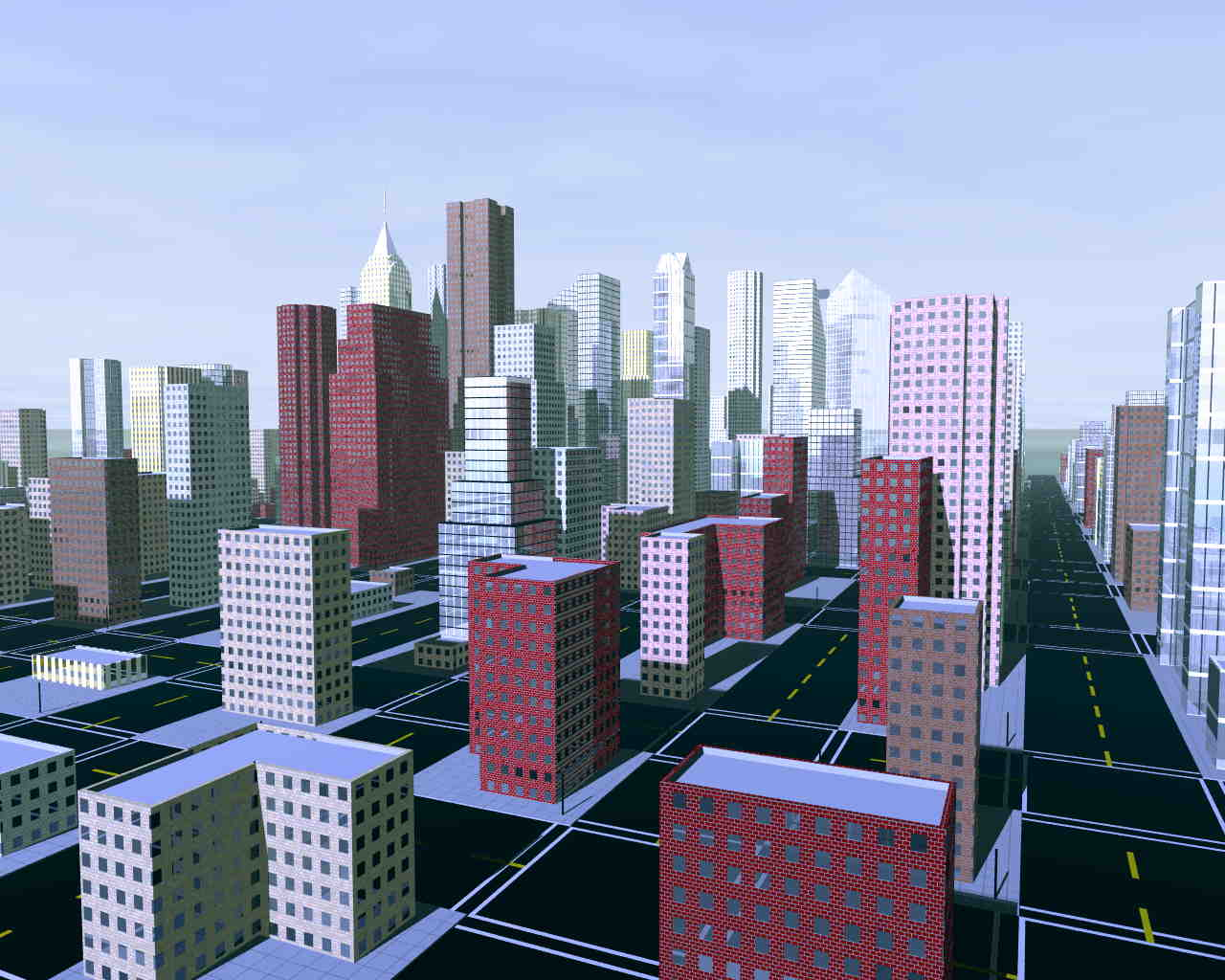
Voorbeeld van een graphic op basis van CityGen

CityGen is een gratis computerprogramma voor het maken van 3D computer graphics.
Het programma genereert flatgebouwen en straten. Het doel is om een achtergrond te maken voor POV-Ray-scènes. Het raytrayen wordt dan ook aan POV-Ray overgelaten.